# The HIGH
The HIGH（ザ ハイ）は、2012年に結成された日本のロックバンドである。